# Winifreda de Gales
Winifreda, Wenefrida o Winifreda de Gales (en galés: Gwenffrewi; en inglés: Winifred; Clwyd, siglo VII - Gwytherin, 3 de noviembre de 660) fue una abadesa de Gales. Winifreda es la más famosa de las santas de Gales, tanto en su patria como fuera de ella.

## Vida
Winifreda nació en Holywell, Gales, aproximadamente en el año 600 y murió en Gwytherin, también en Gales, el 3 de noviembre de 660. Su padre fue Thevit, un magnate cambriano, poseedor de muchas tierras en lo que hoy es Flintshire; su madre, Wenlo, era hermana de San Beuno y miembro de una familia muy relacionada con los reyes del Sur de Gales.
San Beuno había primero optado por una vida solitaria, pero luego estableció una comunidad de religiosos en Clynog-vawr. Mientras estaba en busca de un lugar para un monasterio, llegó a visitar al esposo de su hermana, cuyas tierras incluían una ladera desde la cual se veía Holywell en el valle de al lado, y donde en las cercanías se encuentran actualmente las ruinas de la Abadía de Basingstoke. La tradición señala que en este lugar fue donde fue construido el convento de Santa Winifreda.
Habría sido en esa ladera en donde, más abajo, hay un agujero llamado “Dry Hollow” en donde San Beuno vivió y construyó una capilla en la cual oficiaba Misa y predicaba a las personas. Winifreda fue una de sus más atentas asistentes. Aunque solo tenía quince años, mantenía una vida de devoción y austeridad, pasando noches enteras en la iglesia.
Antes de la conquista de Gales, la santa fue conocida como Guenevra; luego su nombre fue cambiado a la forma inglesa de Winifreda. Tenía un gran encanto personal y notables dones de intelecto. Bajo la guía de San Beuno, Winifreda realizó rápidos progresos en virtud y aprendizaje y con el consentimiento de sus padres se preparó para consagrarse a Dios.
La fama de su belleza y realizaciones había alcanzado ya los oídos de Caradoc, hijo del vecino Príncipe Alen, quien resolvió buscar su mano para matrimonio. Yendo en persona, para presionar por sus propósitos, entró en la casa de Thevit y encontró a Winifreda sola, ya que sus padres se habían ido para asistir a Misa.
El saber que Winifreda había resuelto alejarse del mundo y consagrarse a Dios, solamente pareció encender aún más los deseos y la pasión del pretendiente, quien le pidió vehementemente que accediera a sus deseos. La situación lo volvió indignado. Aterrorizada por sus palabras y sabiendo de su inocencia, Winifreda escapó de la casa y corrió hacia la iglesia, donde sus padres se encontraban participando en la Misa que oficiaba su tío Beuno.
Enfurecido, Caradoc la persiguió. Le dio alcance y en la ladera desenvainó su espada y de un solo corte la decapitó. La cabeza rodó por la inclinación y llegó a detenerse cerca del nacimiento de un manantial. San Beuno, escuchando la tragedia, dejó el altar y acompañado de los padres llegó al lugar donde estaba la cabeza.
La tomó consigo y la llevó donde estaba el cuerpo, la trató de ajustar y cubrió los restos con su manto. Regresó con el cuerpo a la iglesia para terminar el Santo Sacrificio. Cuando la Misa hubo concluido, se arrodilló junto al santo cuerpo, ofreció una plegaria a Dios y ordenó que el manto fuera retirado.
Allí estaba Winifreda, quien como despertando de un profundo sueño se levantó sin mostrar marca de haber sido decapitada, salvo por una especie de círculo blanco alrededor de su cuello. Viendo al asesino que se mantenía con su espada de manera insolente y desafiante, San Beuno invocó el poder del cielo y Caradoc cayó muerto. La creencia popular dice que el suelo se abrió para tragarlo.
Milagrosamente restaurada a la vida, Winifreda pareció vivir como en un constante éxtasis y tener familiares conversaciones con Dios. En cumplimiento de su promesa, solemnemente prometió mantener su virginidad y pobreza en reclusión. Se construyó un convento en las tierras de su padre, donde ella llegó a ser abadesa de una comunidad de monjas; allí se construyó además una capilla.
San Beuno dejó Holywell y regresó a Carnarvon. Antes de dejar el lugar, la tradición dice que se sentó en una roca, que aún se conserva, y prometió en nombre de Dios que “todo aquel que llegara a ese lugar y pidiera dos veces un requerimiento a Dios en nombre de Santa Winifreda, obtendría la gracia, siempre que lo pedido fuera bueno para su alma”. La santa, por su parte, hizo un acuerdo con San Beuno en el sentido de que mientras estuviera en Holywell y hasta que no escuchara de la muerte del santo, cada año le enviaría un recuerdo de su afecto.
Luego de ocho años que estuvo en Holywell (luego de la partida de San Beuno), la santa escuchó de la muerte de su tío, recibió una inspiración y dejó el convento para retirarse de allí. Existían razones para temer que Holywell pronto llegaría a ser un lugar peligroso a causa de los sajones. El reino de Northumbria estaba presionando sobre los bordes del Norte de Gales, y Anglesia y Chester habían ya caído en manos sajonas.
Fue tiempo en que las enclaustradas británicas buscaron refugio en las montañas. Santa Winifreda realizó un peregrinaje a fin de encontrar un lugar de descanso. Finalmente llegó a Gwytherin, cerca de la fuente del río Eloy. Se trata aún de un retirado paraje.
Unos quince kilómetros retirado del valle de Conway se encuentra el doble pico de Snowdon. Santa Winifreda fue bienvenida en Gwytherin por San Elwy (Elerius), quien le dio su nombre al río Elwy, y fue quien escribió el primer recuento de la vida de la santa. Ella llevó a sus monjas acompañantes y encontró allí a otras religiosas gobernadas por una abadesa.
Al parecer Winifreda vivió en Gwytherin como una reconocida santa en vida, primero en humilde obediencia a la abadesa, y luego de la muerte de la superiora, como abadesa ella misma, hasta su propia muerte. Su festividad principal se observa el 3 de noviembre, mientras que la otra festividad se refiere a su martirio. Su propia muerte se le anunció por una visión que tuvo del propio Cristo.

## Culto
Después de su muerte en 660, Winifreda fue enterrada en su abadía. En 1138, sus reliquias fueron transportadas con gran solemnidad a la abadía de Shrewsbury y su santuario se convirtió en uno de los principales lugares de peregrinación en la Edad Media hasta su destrucción en 1540 por orden de Enrique VIII.

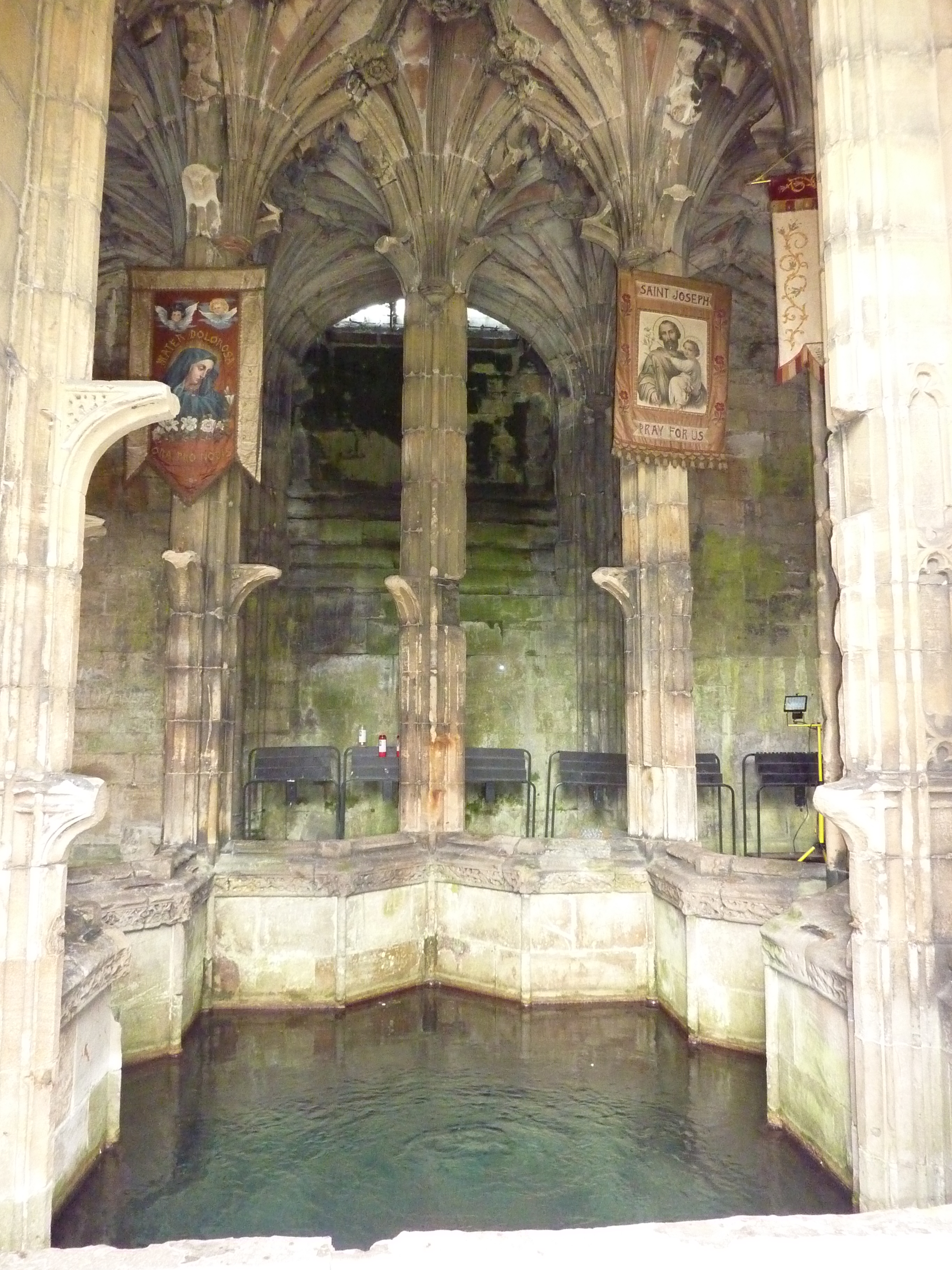
La fuente de Santa Winifreda, en Holywell

Winifreda fue venerada como santa desde el momento de su muerte. Su culto se debe principalmente a la fuente de Sychant, que se sigue llamando por los británicos San Beuno, y por los galeses Treffynnon (“fuente sagrada”). Es el lugar más frecuentado por los peregrinos en Gales, que desde el siglo VII se bañan en ella intentando conseguir la curación milagrosa de sus dolencias. El lugar se llama Fuente de Santa Winifrida y se encuentra en la localidad galesa de Holywell.